# Lotophila vietnamica
Lotophila vietnamica är en tvåvingeart som beskrevs av Hayashi 2003. Lotophila vietnamica ingår i släktet Lotophila och familjen hoppflugor.
Artens utbredningsområde är Vietnam. Inga underarter finns listade i Catalogue of Life.